# Kaspaza
Kaspaze (cistein-aspartičke proteaze) su familija cistenskih proteaza koje imaju esencijalne uloge u apoptozi (programiranoj ćelijskoj smrti), nekrozi, u inflamaciji.
Pojedine kaspaze su neophodne u imunskom sistemu za maturaciju limfocita. Neuspeh apoptoze je jedan od glavnih faktora koji doprinose razvoju tumora i autoimunskih oboljenja. Ta činjenica zajedno neželjenom apoptozom do koje dolazi pri ishemiji ili kod Alchajmerove bolesti, je stimulisala interest u kaspaze kao potencijalne terapeutske mete još od vremena njihovog otkrića tokom sredine 1990-tih.

## Literatura
- Nicholas C. Price; Lewis Stevens (1999). Fundamentals of Enzymology: The Cell and Molecular Biology of Catalytic Proteins (Third изд.). USA: Oxford University Press. ISBN 019850229X.
- Eric J. Toone (2006). Advances in Enzymology and Related Areas of Molecular Biology, Protein Evolution (Volume 75 изд.). Wiley-Interscience. ISBN 0471205036.
- Branden C; Tooze J. Introduction to Protein Structure. New York, NY: Garland Publishing. ISBN 0-8153-2305-0.
- Irwin H. Segel. Enzyme Kinetics: Behavior and Analysis of Rapid Equilibrium and Steady-State Enzyme Systems (Book 44 изд.). Wiley Classics Library. ISBN 0471303097.

## Spoljašnje veze
- [https://web.archive.org/web/20070630103651/http://stke.sciencemag.org/content/vol2007/issue380/images/data/tr1/DC1/Apoptosis_WEHI.mov
- [http://users.rcn.com/jkimball.ma.ultranet/BiologyPages/A/Apoptosis.html#The_Mechanisms_of_Apoptosis
- Caspases на 